# (664) Judith
Pour les articles homonymes, voir Judith.
(664) Judith est un astéroïde de la ceinture principale découvert le 24 juin 1908 par l'astronome allemand August Kopff. Sa désignation provisoire était 1908 DH.